# Plawsk
Plawsk (russisch Плавск) ist eine kleine Stadt mit 16.165 Einwohnern (Stand 14. Oktober 2010) und Zentrum des gleichnamigen Rajons in der Oblast Tula in Russland, Föderationskreis Zentralrussland. 

## Geographie
Die Stadt liegt auf der Mittelrussischen Platte an beiden Ufern des Flusses Plawa (russ. Плава), etwa 60 km südwestlich der Gebietshauptstadt Tula entfernt. Nächstgelegene Städte, jeweils rund 35 km von Plawsk entfernt, sind Sowetsk und Schtschokino. Die Landschaft in und um die Stadt herum ist vorwiegend hügelig.

## Geschichte
Plawsk wurde 1540 erstmals als Ortschaft erwähnt – damals unter dem Namen Sergijewskoje – und war im 19. Jahrhundert, vor allem nach der Anbindung an das Eisenbahnnetz, ein vom Handel geprägtes Dorf. Als Stadt Plawsk besteht der Ort seit 1926, wobei ihm von 1935 bis 1949 die Stadtrechte zwischenzeitlich wieder aberkannt worden waren.
(2172) Plavsk, ein Asteroid des äußeren Hauptgürtels, wurde nach der Stadt benannt.
Die Katastrophe von Tschernobyl (April 1986) hat Plawsk unter den Ortschaften auf russischem Gebiet relativ stark getroffen, da auf die Stadt der Regen aus radioaktiven Wolken niederfiel, wodurch der Boden und Gewässer mit dem radioaktiven Caesium (137Cs) verseucht wurden.

### Bevölkerungsentwicklung
| Jahr | Einwohner |
| ---- | --------- |
| 1939 | 10.008    |
| 1959 | 12.354    |
| 1970 | 12.983    |
| 1979 | 14.533    |
| 1989 | 16.559    |
| 2002 | 16.750    |
| 2010 | 16.165    |

Anmerkung: Volkszählungsdaten

## Wirtschaft
Da Plawsk eine eher provinzielle Ortschaft ist, gibt es hier dementsprechend nur wenige Industrieunternehmen. Das wichtigste ist das Separatoren-Werk Smytschka (russ. Смычка).

### Verkehr
Die Stadt ist sowohl mit dem Auto als auch mit dem Zug von Moskau aus zu erreichen. Zum einen liegt Plawsk an der Fernstraße M2, zum anderen geht durch den Ort eine wichtige Eisenbahnlinie, die die Hauptstadt Moskau mit dem südlichen Teil Russlands (unter anderem mit Kursk und Belgorod) verbindet. Aus diesem Grunde besteht an dieser Strecke ein durchgehender Verkehr, es halten jedoch nicht alle Züge im Ort. Mit Regionalzügen ist Plawsk jedoch gut an Tula und andere Städte angebunden. Die Stadt verfügt neben dem kleinen Bahnhof über einen Busbahnhof.

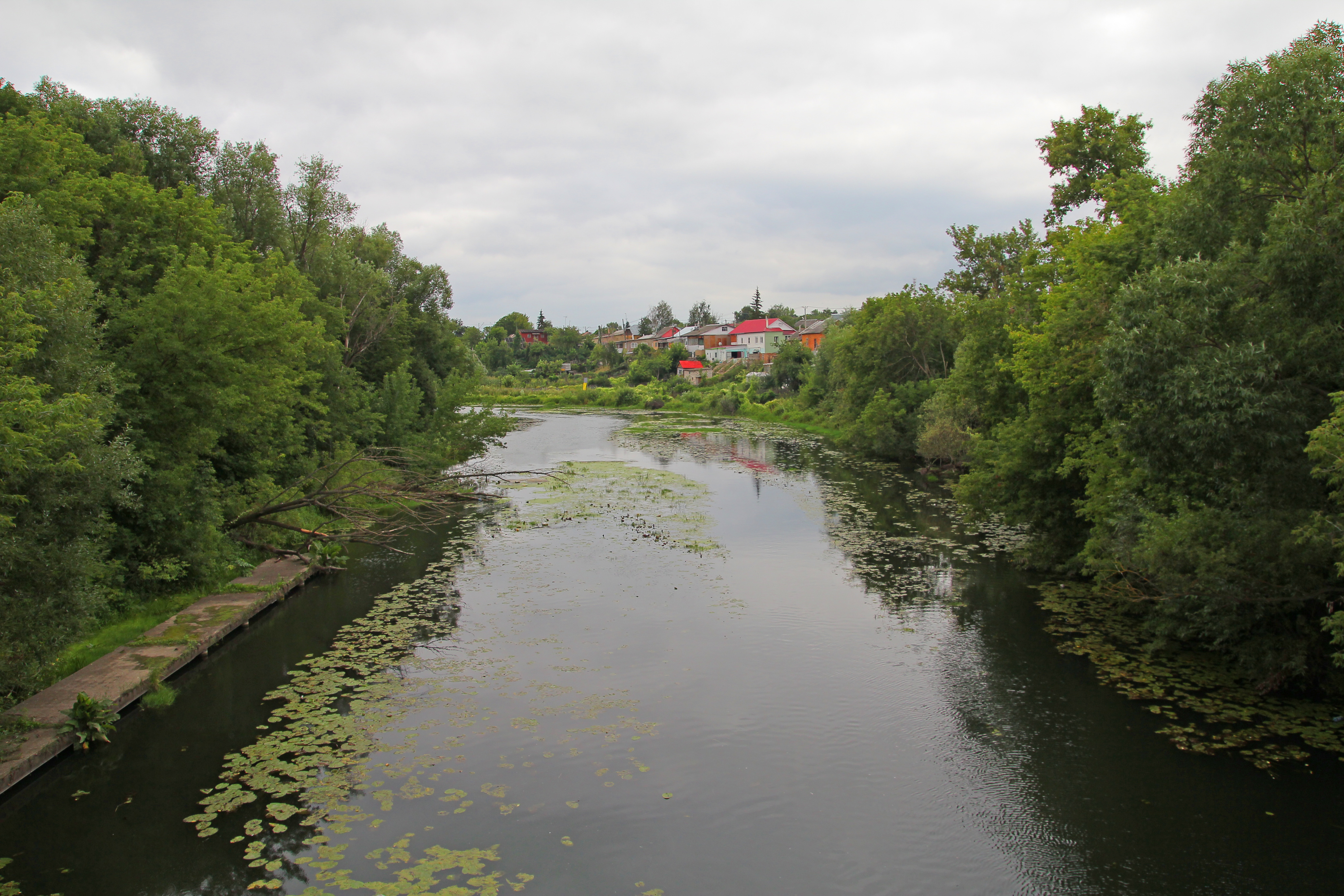
Der Fluss Plawa in Plawsk
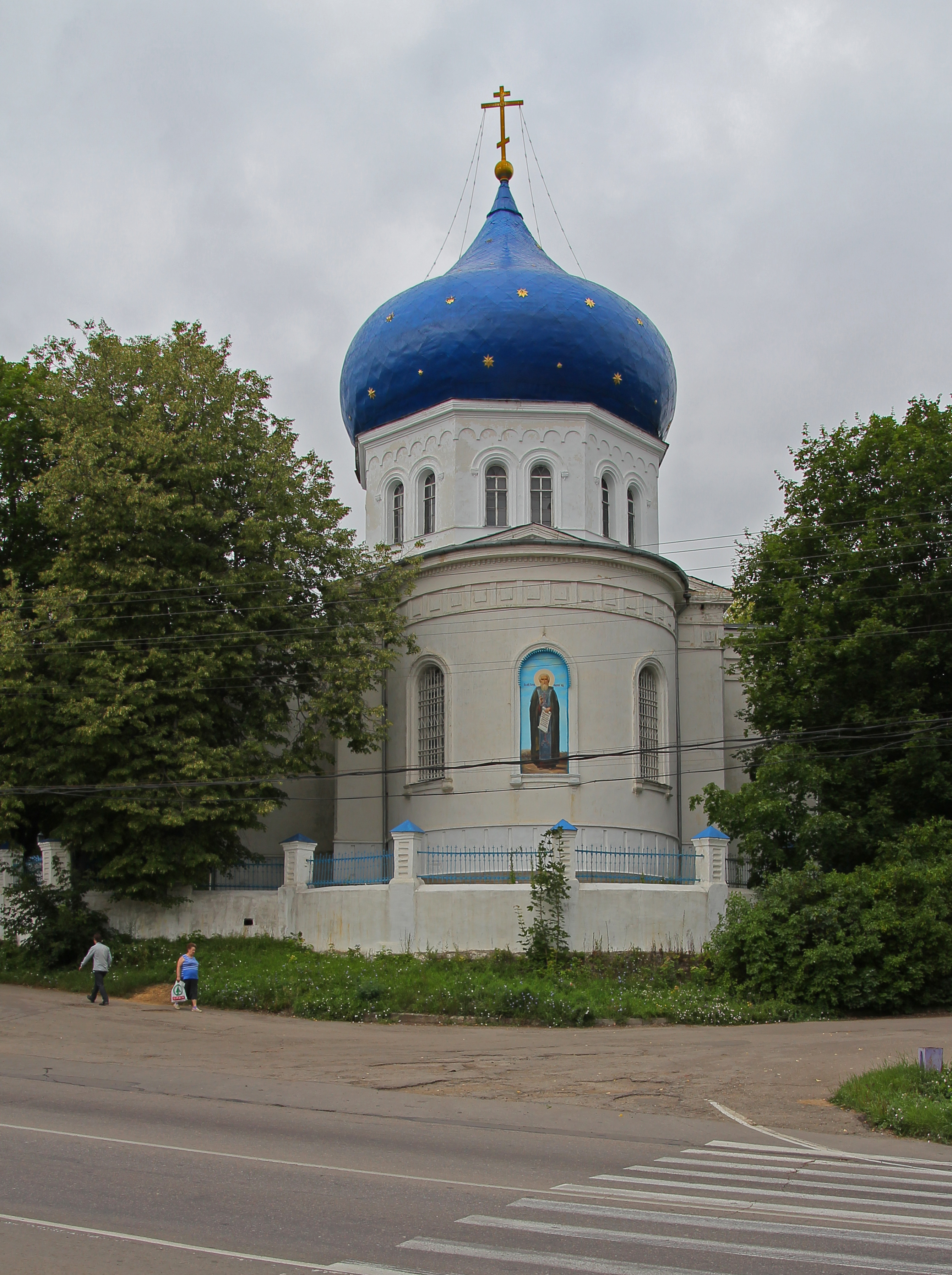
Kirche des Ehrwürdigen Sergius von Radonesch (erbaut 1774)
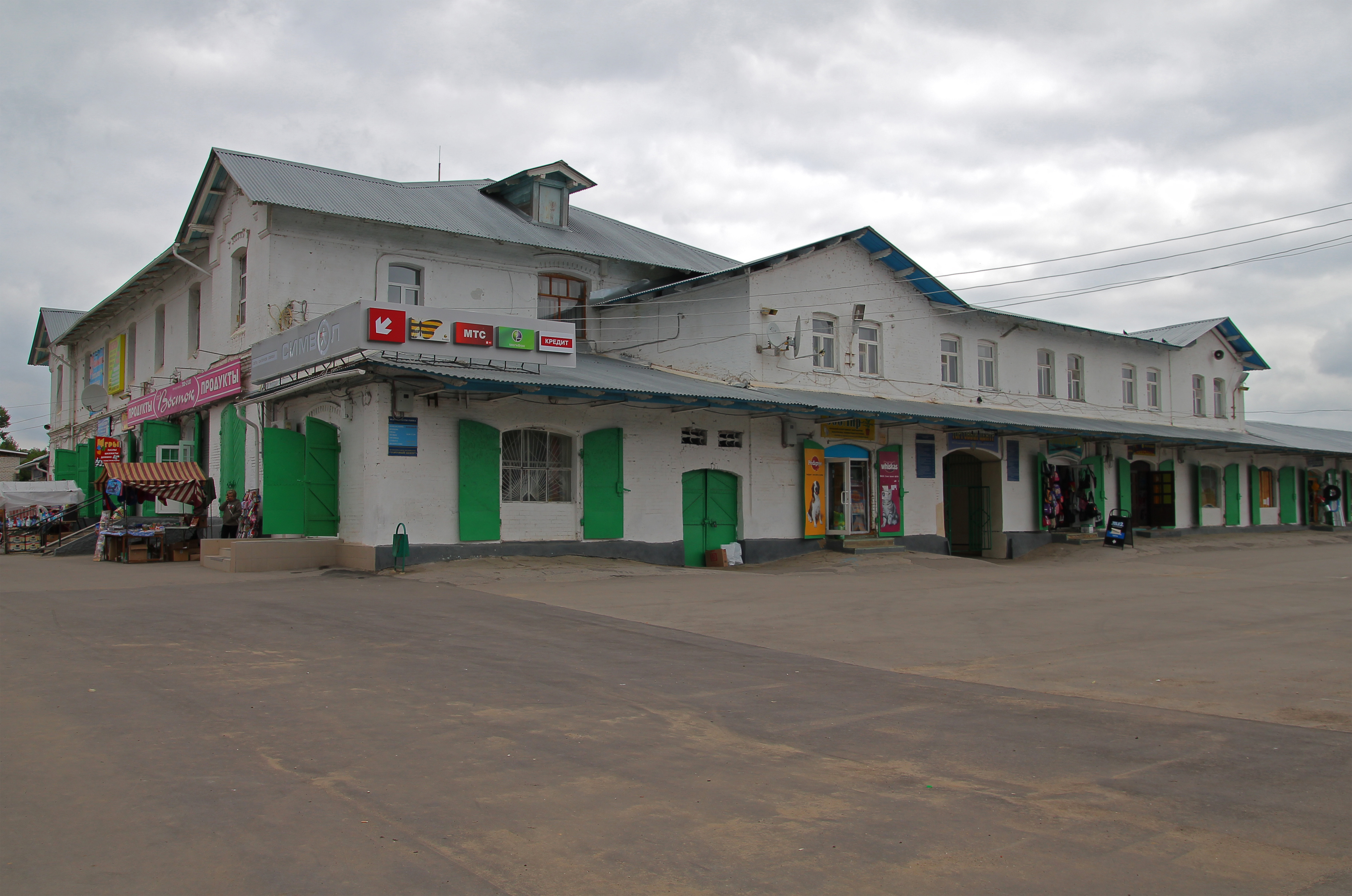
Handelsreihen (erbaut 1881)
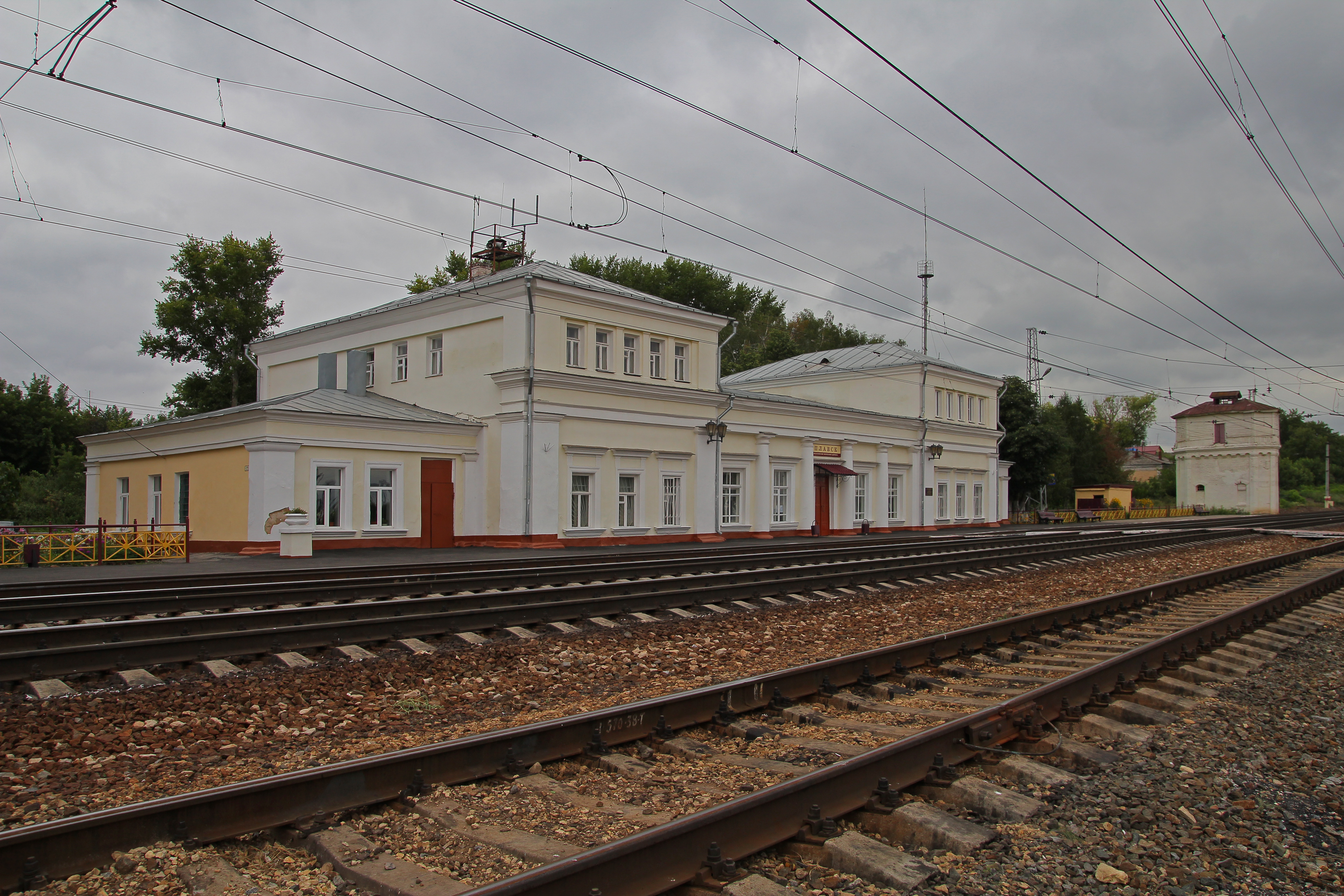
Bahnhof Plawsk
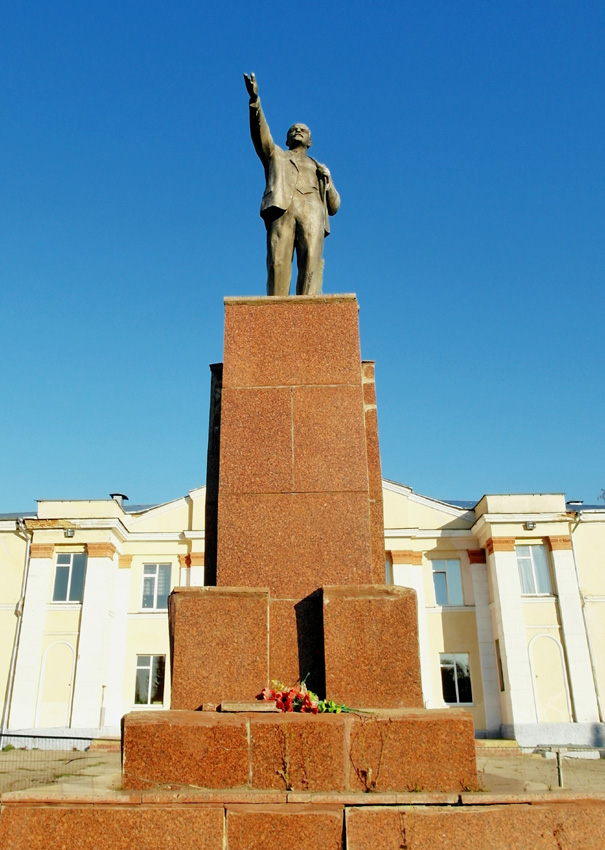
Lenin-Denkmal auf dem Platz der Oktoberrevolution (1963 errichtet)